# Calíxeno de Rodas
Calíxeno de Rodas (en griego Καλλίξεινος ο Καλλίξενος ὁ Ῥόδιος) fue un historiador helenístico natural de Rodas del siglo III a. C. Fue contemporáneo de Ptolomeo II Filadelfo, Ptolomeo III Evergetes y Ptolomeo IV Filopátor.

## Obras
Escribió dos obras, ambas perdidas: 
- Peri Alexandreias. Es una obra en cuatro libros, muy citada por Ateneo,[1] que contenía la mayor descripción de la tessarakonteres.
- Un catálogo de pintores y escultores sin título (Zografonte kai andriantopoion anagrafe), del que Sopáter hizo un resumen en el libro duodécimo de sus Eclogae.[2]